# Gigla Imnadze
Gigla Imnadze, gruz. გიგლა იმნაძე, ros. Гигла Ревазович Имнадзе, Gigła Riewazowicz Imnadze (ur. 10 czerwca 1955 w Lanczchuti, Gruzińska SRR) – gruziński piłkarz, grający na pozycji bramkarza, trener piłkarski.

## Kariera piłkarska
W 1972 rozpoczął karierę piłkarską w Gurii Lanczchuti. W 1975 roku został zaproszony do Dinamo Tbilisi. W 1977 przeszedł do Dinamo Batumi. W 1978 powrócił do Gurii Lanczchuti. W 1981 ponownie został piłkarzem Dinamo Tbilisi. Latem 1982 po raz kolejny wrócił do Gurii Lanczchuti, w której występował przez 6 sezonów. W 1987 zakończył karierę piłkarza.

## Kariera trenerska
Po zakończeniu kariery piłkarza rozpoczął pracę szkoleniowca. W 1989 pomagał trenować Gurię Lanczchuti. Od 1993 do 30 kwietnia 1994 prowadził Kolcheti 1913 Poti. W latach 1994–1995 oraz od lipca do końca 1996 stał na czele Gurii Lanczchuti. W marcu 1997 został mianowany na stanowisko głównego trenera klubu Gorda Rustawi, w którym pracował do lata 1998. W czerwcu 1998 został wybrany na selekcjonera narodowej reprezentacji Gruzji. Po porażce w meczu towarzyskim z Azerbejdżanem w sierpniu 1998 został zmieniony na Wladimera Gucaewa. Potem trenował kobiecą drużynę Gurii Lanczchuti (sierpień 2011 - czerwiec 2012, kwiecień - czerwiec 2015).

## Sukcesy i odznaczenia

### Sukcesy piłkarskie
Guria Lanczchuti
- mistrz Pierwoj ligi ZSRR: 1986
- mistrz Wtoroj ligi ZSRR: 1979
- wicemistrz Wtoroj ligi ZSRR: 1978

### Sukcesy trenerskie
Kolcheti 1913 Poti
- wicemistrz Gruzji: 1993/94